# Мінден (Луїзіана)
Мінден (англ. Minden) — місто (англ. city) в США, в окрузі Вебстер штату Луїзіана. Населення — 11 928 осіб (2020).

## Географія
Мінден розташований за координатами 32°37′9″ пн. ш. 93°16′22″ зх. д. / 32.61917° пн. ш. 93.27278° зх. д. (32.619146, -93.272754).  За даними Бюро перепису населення США в 2010 році місто мало площу 39,20 км², з яких 38,76 км² — суходіл та 0,43 км² — водойми.

## Демографія
Згідно з переписом 2010 року, у місті мешкали 13 082 особи в 5215 домогосподарствах у складі 3437 родин. Густота населення становила 334 особи/км².  Було 5832 помешкання (149/км²).
Расовий склад населення:
| - 51,7 % — чорних або афроамериканців - 46,2 % — білих - 0,3 % — азіатів - 0,2 % — корінних американців |

До двох чи більше рас належало 1,2 %. Частка іспаномовних становила 1,4 % від усіх жителів.
За віковим діапазоном населення розподілялося таким чином: 24,9 % — особи молодші 18 років, 57,9 % — особи у віці 18—64 років, 17,2 % — особи у віці 65 років та старші. Медіана віку мешканця становила 38,5 року. На 100 осіб жіночої статі у місті припадало 85,5 чоловіків;  на 100 жінок у віці від 18 років та старших — 81,4 чоловіків також старших 18 років.
Середній дохід на одне домашнє господарство  становив 42 608 доларів США (медіана — 29 651), а середній дохід на одну сім'ю — 52 604 долари (медіана — 39 777). Медіана доходів становила 40 945 доларів для чоловіків та 28 734 долари для жінок. За межею бідності перебувало 24,0 % осіб, у тому числі 35,1 % дітей у віці до 18 років та 9,6 % осіб у віці 65 років та старших.
Цивільне працевлаштоване населення становило 4833 особи. Основні галузі зайнятості: освіта, охорона здоров'я та соціальна допомога — 23,5 %, роздрібна торгівля — 13,9 %, виробництво — 10,4 %, будівництво — 9,3 %.